# 만전춘
〈만전춘〉(滿殿春)은 고려가요이다. 지은이와 연대는 알려져 있지 않다. 《악장가사》에 실려 전해내려온다. 남녀 사이의 애욕의 정을 매우 노골적으로 읊은 노래이다. 유녀(遊女)의 희학적(戱謔的) 애정이 대담하고 솔직하게 나타나 있다. 이 노래의 형식은 전 5연으로 그 첫연을 보면 다음과 같다.